# Alfred Stevens

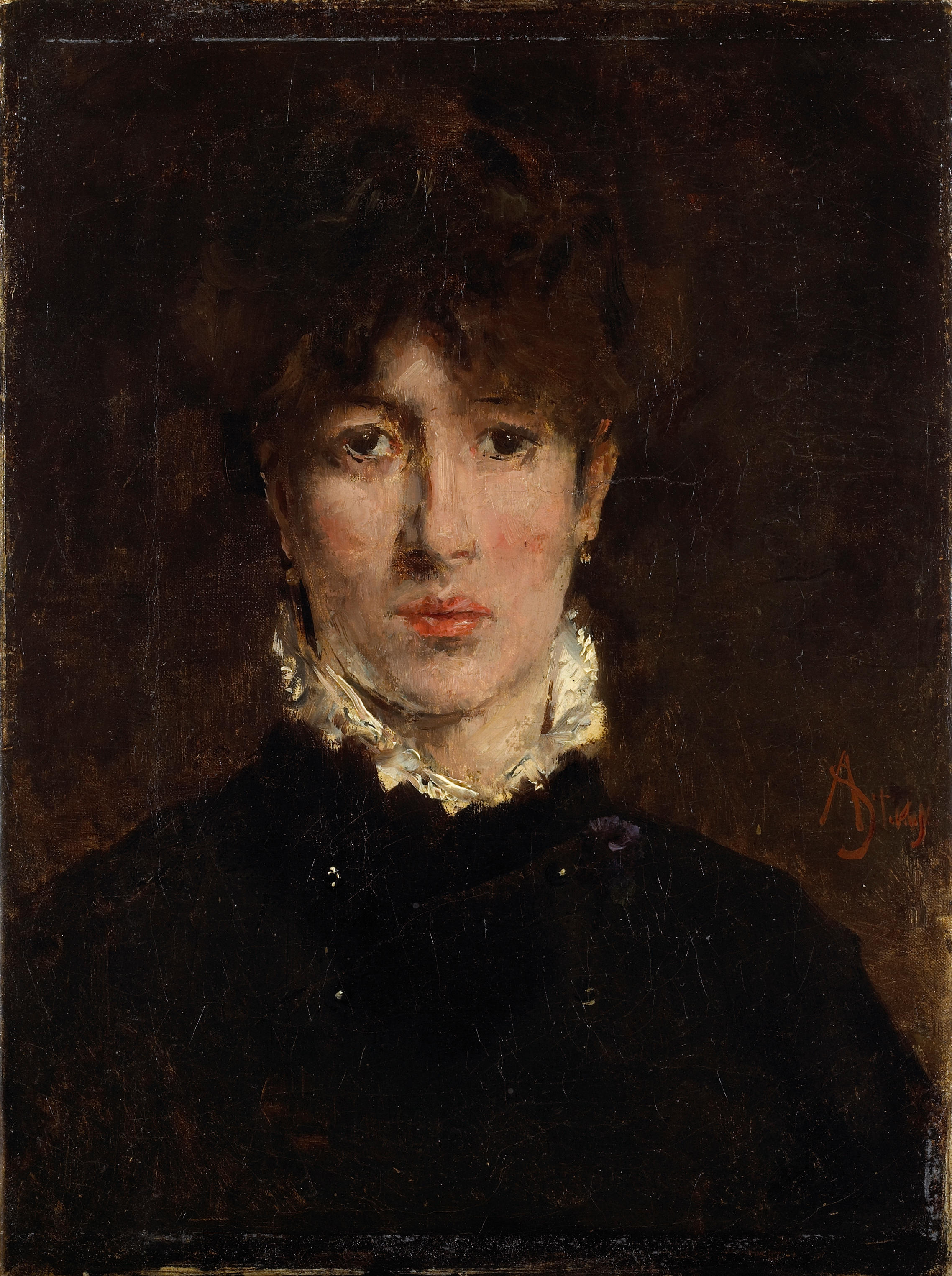
Ritratto di Sarah Bernhardt

Alfred Stevens (Bruxelles, 11 maggio 1823 – Parigi, 24 agosto 1906) è stato un pittore belga.

## Biografia
Alfred Émile Stevens nacque a Bruxelles, da Jean François "Léopold" Stevens e Catherine Victorine Dufoy,  dove fu iniziato alla pittura da François-Joseph Navez, a sua volta allievo di Jacques-Louis David. Stevens fu soprattutto attivo a Parigi, dove si stabilì nel 1844. Iniziò la sua attività dipingendo quadri sulla vita miserabile delle infime classi sociali parigine, finché un suo quadro ("Ciò che viene chiamato vagabondaggio") attirò l'attenzione di Napoleone III che lo vide in occasione dell'Esposizione universale del 1855. Quell'opera spinse l'Imperatore a rivedere il modo con cui l'esercito arrestava i vagabondi, che andava certamente a beneficio dell'immagine dei soldati, ma non di quella dei vagabondi.
Per un certo tempo i suoi temi storici ed il suo gusto per il kitsch orientalista ne fecero un pittore accademico, ma, a partire dal 1860, Stevens cambiò radicalmente soggetti e raggiunse un enorme successo grazie a quadri di giovani donne vestite all'ultima moda, che posavano in eleganti ambienti interni. Le sue scene di interni borghesi lo avvicinarono alla pittura di Henri Gervex, e venne anche soprannominato il "Gerard Terborch" francese per la sua perizia nel riprodurre i dettagli e le stoffe sontuose.
L'Expo di Parigi del 1867 fu per lui un trionfo, anche perché ricevette per l'occasione la Legion d'Onore. Stevens si trovava a suo agio tanto alla corte di Napoleone III e nell'alta società, quanto negli ambienti artistici e "bohemiens" della capitale. Fu amico intimo di Édouard Manet - al quale presentò il mercante d'arte Paul Durand-Ruel - e della sua cerchia di conoscenze: da Edgar Degas a Berthe Morisot, a Charles Baudelaire. Ebbe anche una certa influenza su James Whistler, col quale condivise la passione per le stampe giapponesi.
Dipinse inoltre delle "marine" e dei paesaggi costieri, in uno stile però assai più libero, si direbbe quasi impressionista, prossimo a quello di Eugène Boudin o di Johan Barthold Jongkind.

Negli ultimi anni il suo stile somigliò molto a quello del suo contemporaneo John Singer Sargent. Nel 1886 Stevens pubblicò anche "Impressions sur la peinture", un libro che ebbe una considerevole diffusione, e nel 1900 fu il primo artista vivente a cui fu dedicata una mostra personale presso la "Scuola di Belle arti" di Parigi.
Smise di dipingere dopo il 1890, per ragioni di salute, e morì a Parigi nel 1906 all'età di 83 anni.
I suoi quadri sono stati molto popolari anche in America, dove la potente famiglia Vanderbilt ne acquistò diversi. La maggior parte di queste opere, però, rimase comunque in Francia o in Belgio.

## Elenco cronologico delle opere
- 1849 - L'assoluzione -  Museo de l'Ermitage, San Pietroburgo.
- 1853 - Il mercoldì delle ceneri - Museo di belle arti di Marsiglia.
- 1854-1855 -  Ciò che viene chiamato vagabondaggio - Musée d’Orsay, Parigi.
- 1856 - Una giovane mentre legge - collezione privata.
- 1857 - Piccola industria o L'accattonaggio tollerato -  Koninklijk Museum voor Schone Kunsten, Anversa.
- 1857 - La Visita di condoglianze - collezione privata.
- 1858-1861 - In memoriam - Museo di Belle arti, Boston, (Massachusetts).
- 1859 - Partenza per la passeggiata, - Philadelphia Museum of Art, Filadelfia, (Pennsylvania).
- 1860-1867 - Una lettera piacevole, - Museo dell'Ermitage,  San Pietroburgo.
- 1861 circa - La duchessa, - Sterling and Francine Clark Art Institute, Williamstown, (Massachusetts).
- 1862-1865 - Giocando con un cucciolo, - Indiana University Art Museum, Bloomington, (Indiana).
- 1865-1875 - Ragazza con mazzetto di fiori, -  National Gallery of Art, Washington, (Distretto di Columbia).
- 1866 - La dama in rosa, - Musei reali di Belle arti del Belgio, Bruxelles.
- 1866-1871 - Il regalo, - National Gallery, Londra.
- 1867:
  - Ofelia, - Musei reali di Belle arti del Belgio, Bruxelles.Donna elegante che guarda passare un vapore
  - Il bagno,  - Musée d'Orsay,  Parigi.

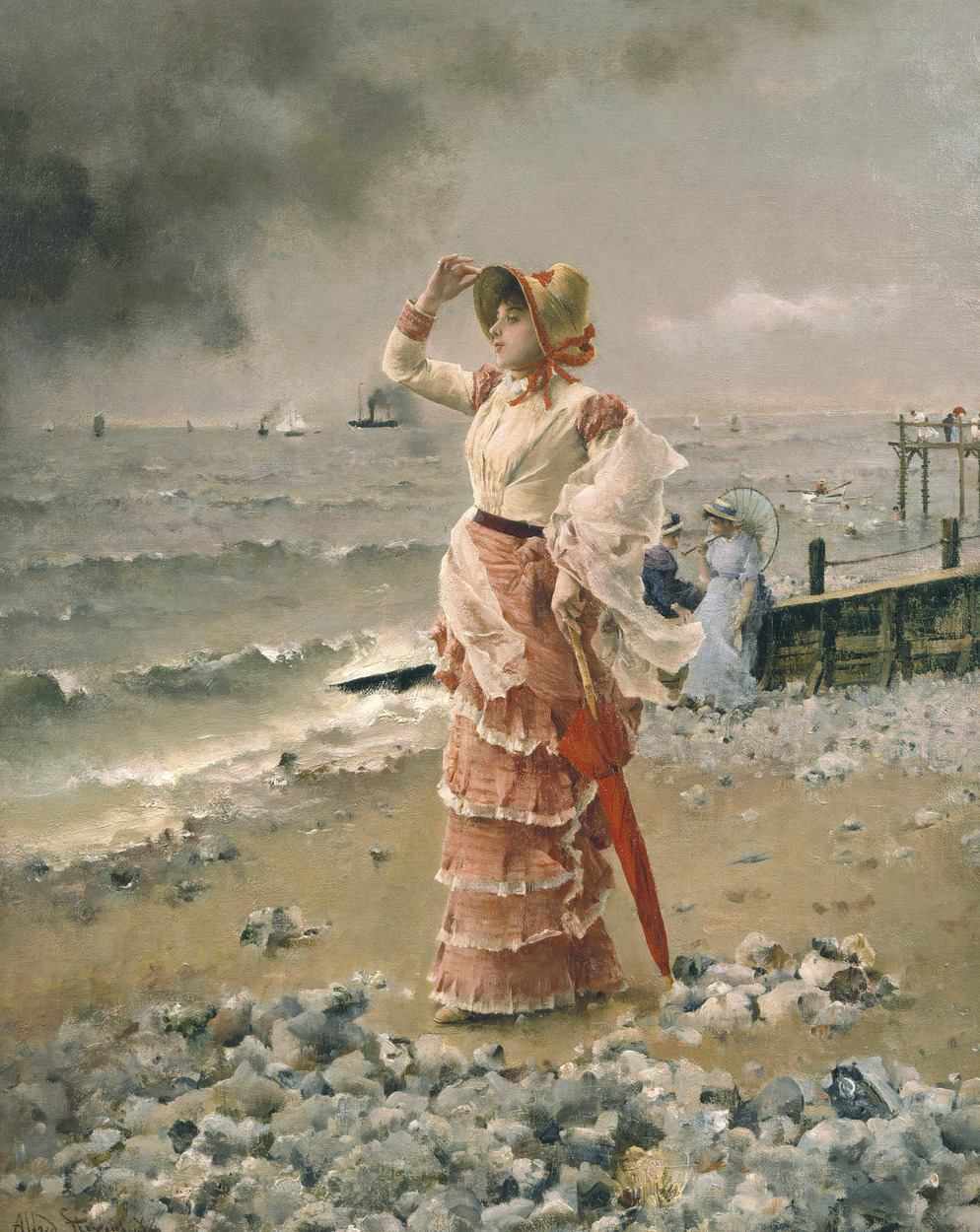
Donna elegante che guarda passare un vapore

  - Sfinge parigina, - Koninklijk Museum voor Schone Kunsten, Anversa.
  - La lettera di rottura, - Musée d'Orsay, Parigi.
  - Esitazione, - Art Institute of Chicago, (Illinois)
  - Rientro dal ballo, - Museo nazionale del Castello di Compiègne.
- 1868 -  La collezionista di porcellane, - North Carolina Museum of Art, Raleigh, (Nord Carolina).
- 1869 -  La visita, - Dallas Museum of Art, Dallas, (Texas).
- 1872-1875: - La Parigina giapponese, - Museo d'Arte moderna e contemporanea, Liegi.
- 1874 - Dopo il ballo, - Metropolitan Museum of Art, New York.
- 1875 circa - Ricordi e rimpianti, - Sterling and Francine Clark Art Institute,  Williamstown, (Massachusetts).
- 1877 circa - La maschera giapponese, collezione privata.
- 1878 circa - Le quattro stagioni (4 quadri: La primavera, L'estate, L'autunno, L'inverno), - Sterling and Francine Clark Art Institute,  Williamstown, (Massachusetts).
- 1880:
  - Il salon di pittura, collezione privata.
  - René Peter bambino, - Musée d'Orsay,  Parigi.
  - Ogni felicità, - Musée d'Orsay,  Parigi.
- 1882:
  - Ritratto di donna in piedi su una terrazza sul bordo del mare, - Musée d'Orsay,  Parigi.
  - Tramonto sul mare, - Crocker Art Museum Gallery, Sacramento, (California).
- 1883:
  - Sulla spiaggia, -  Museo di Belle arti,   Dunkerque.
  - Vista del mare con barche, - Museo dell'Ermitage, San Pietroburgo.
- 1884: - Ritratto di Mademoiselle Dubois, - Minneapolis Institute of Arts, Minneapolis, (Minnesota).
- 1886: -  Marina, - Musée d'Orsay, Parigi.
- 1887: - La Maddalena, - Museo di Belle arti, Gand.
- 1888 :
  - L'atelier, - Metropolitan Museum of Art, New York.
  - Salomé, - Musei reali di Belle arti del Belgio, Bruxelles.
  - Eleganti sui boulevard, collezione privata.
  - Studio del ruolo, collezione privata.
- 1890-1891: - Tempesta a Honfleur, -  National Gallery, Londra.
- 1890-1900: - Ritratto di una giovane con un corpetto rosso, - Seattle Art Museum, Seattle, (Washington).
- 1891:
  - Due fratelli davanti al mare a Honfleur, - Musée d'Orsay, Parigi.
  - Visita all'atelier, - Indiana University Art Museum, - Bloomington, (Indiana).
- 1892: - Marina al chiaro di luna, - National Gallery of Australia, Canberra.
- 1895 circa: - Canto appassionato, - Museo nazionale del Castello di Compiègne.
- 1906: - La vedova, - Rijksmuseum, Amsterdam.
- Non datati:
  - Il sonno del bambino, - Museo dell'arte vallone, Liegi.
  - Studio di un modello, - National Gallery of Art,  Washington.
  - La visita, - Sterling and Francine Clark Art Institute, - Williamstown, (Massachusetts).
  - Donna con cappello di paglia, - collezione privata.
  - Faro al crepuscolo, collezione privata.

## Mostre importanti
- Retrospettiva dell'opera di Alfred Stevens presso i Musei reali di Belle arti del Belgio. Bruxelles,  8 maggio - 23 agosto 2009.

## Galleria d'immagini

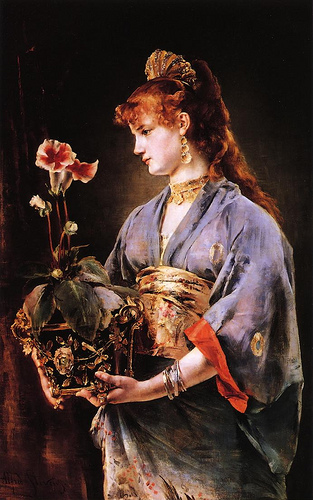
Ritratto di donna
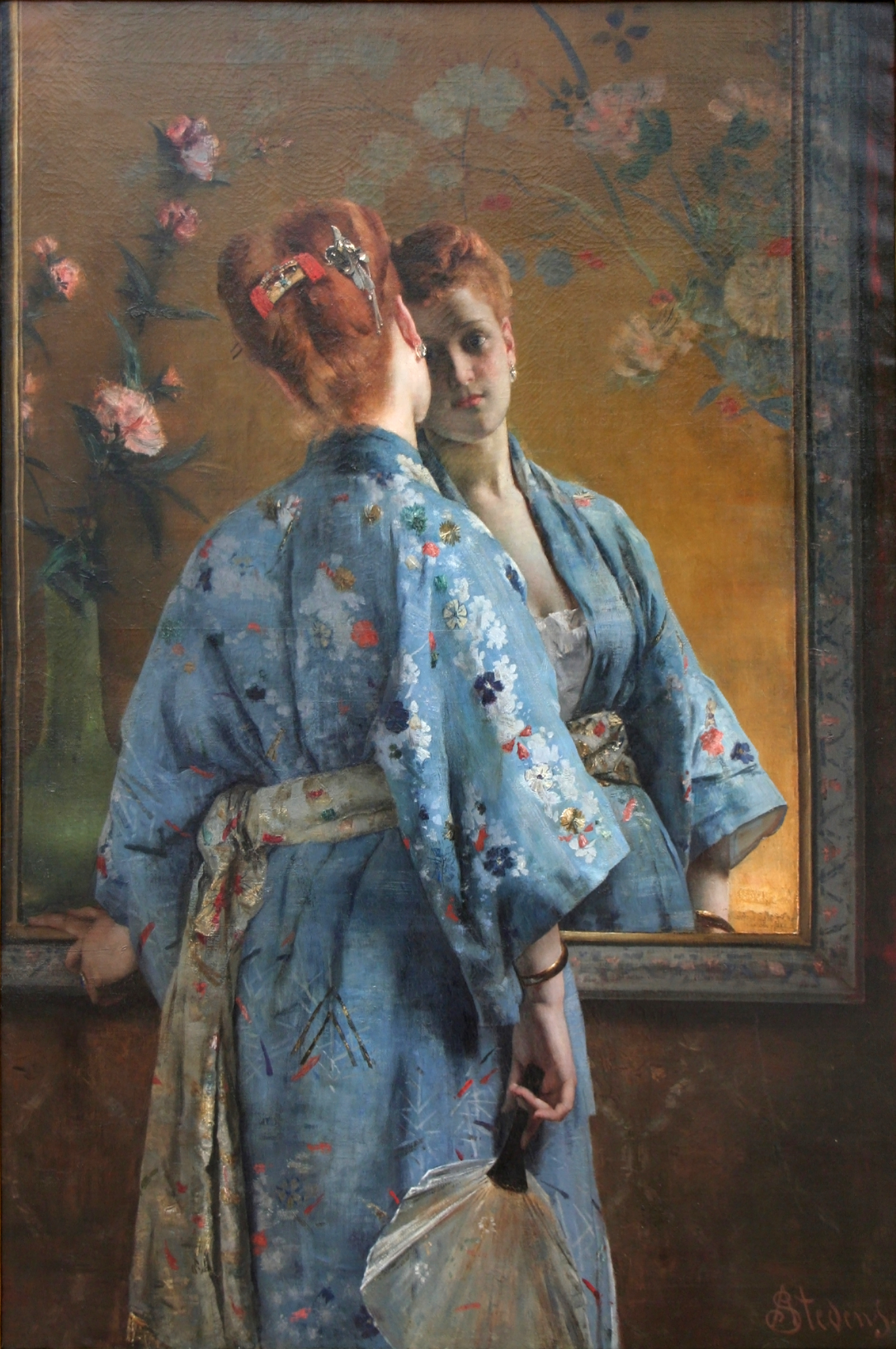
La parigina giapponese
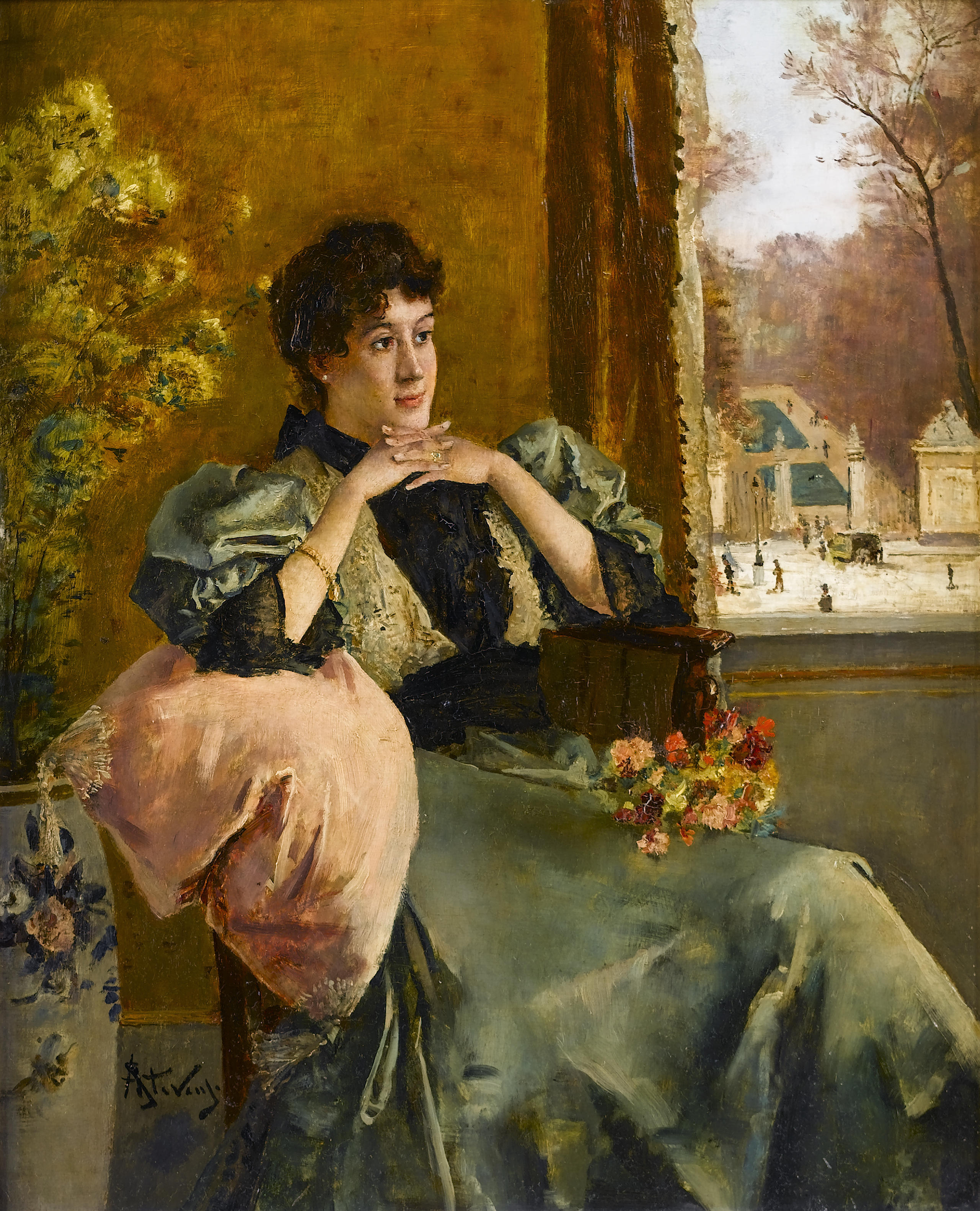
Donna pensierosa
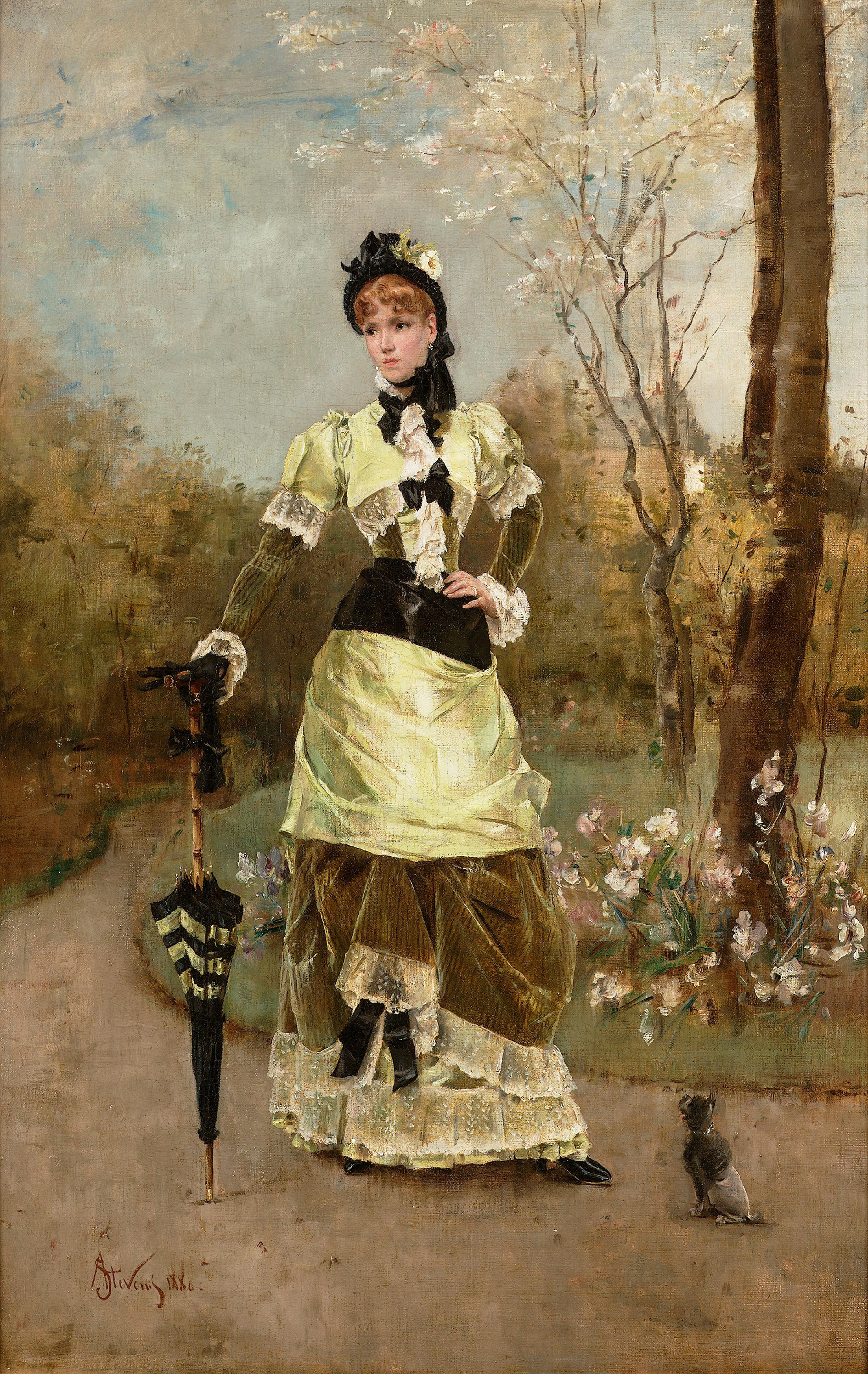
La parigina
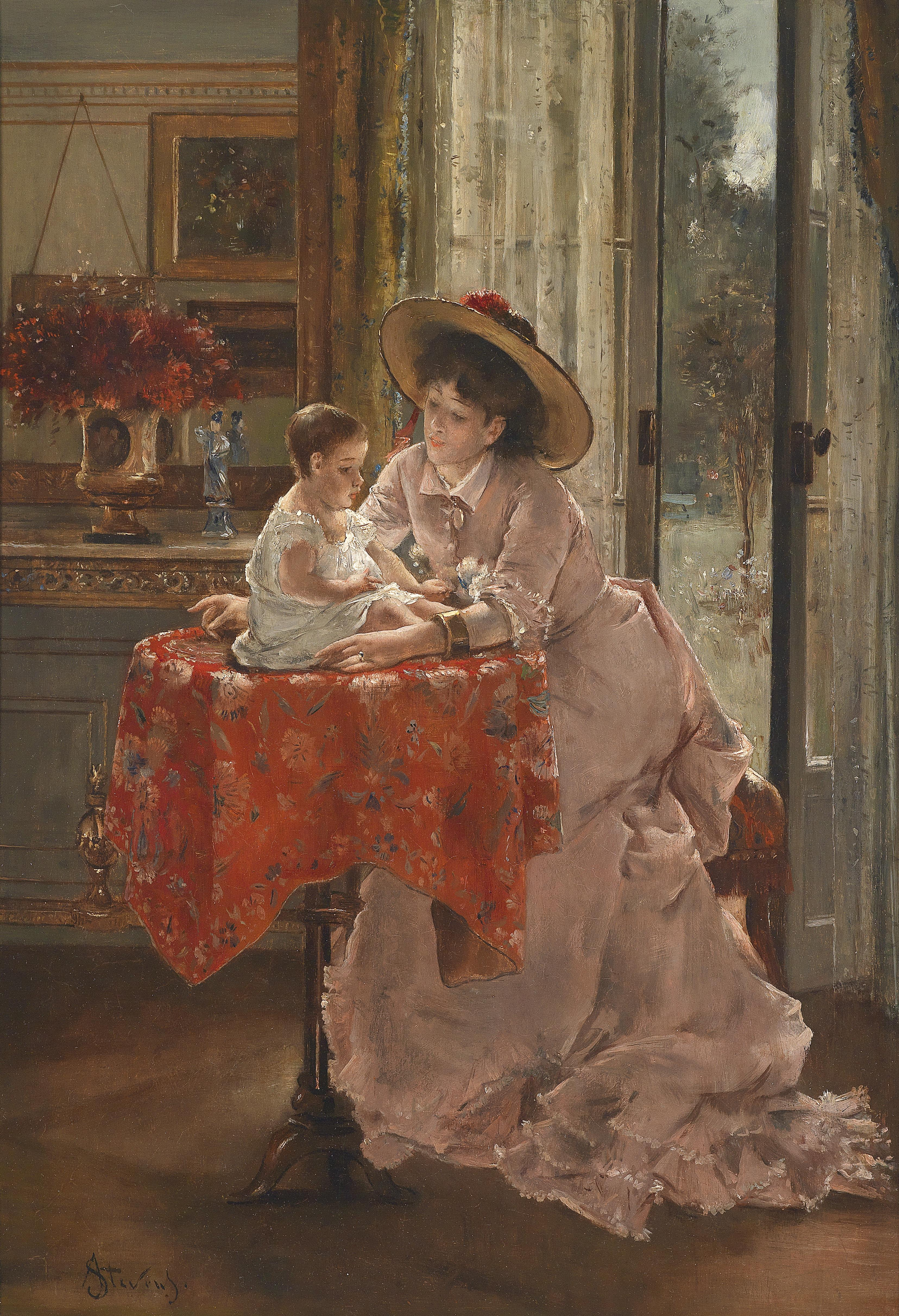
La dolce mamma
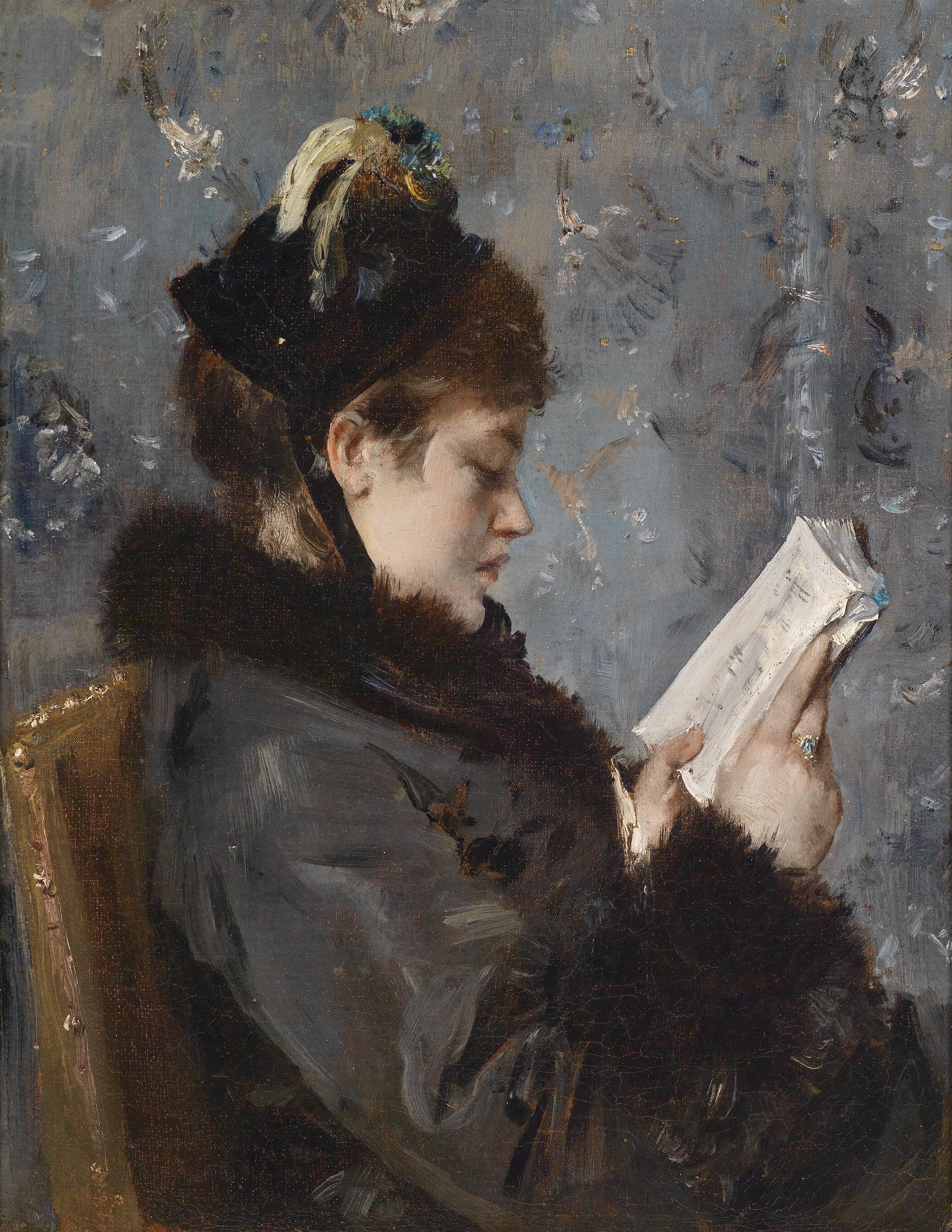
Giovane donna che legge
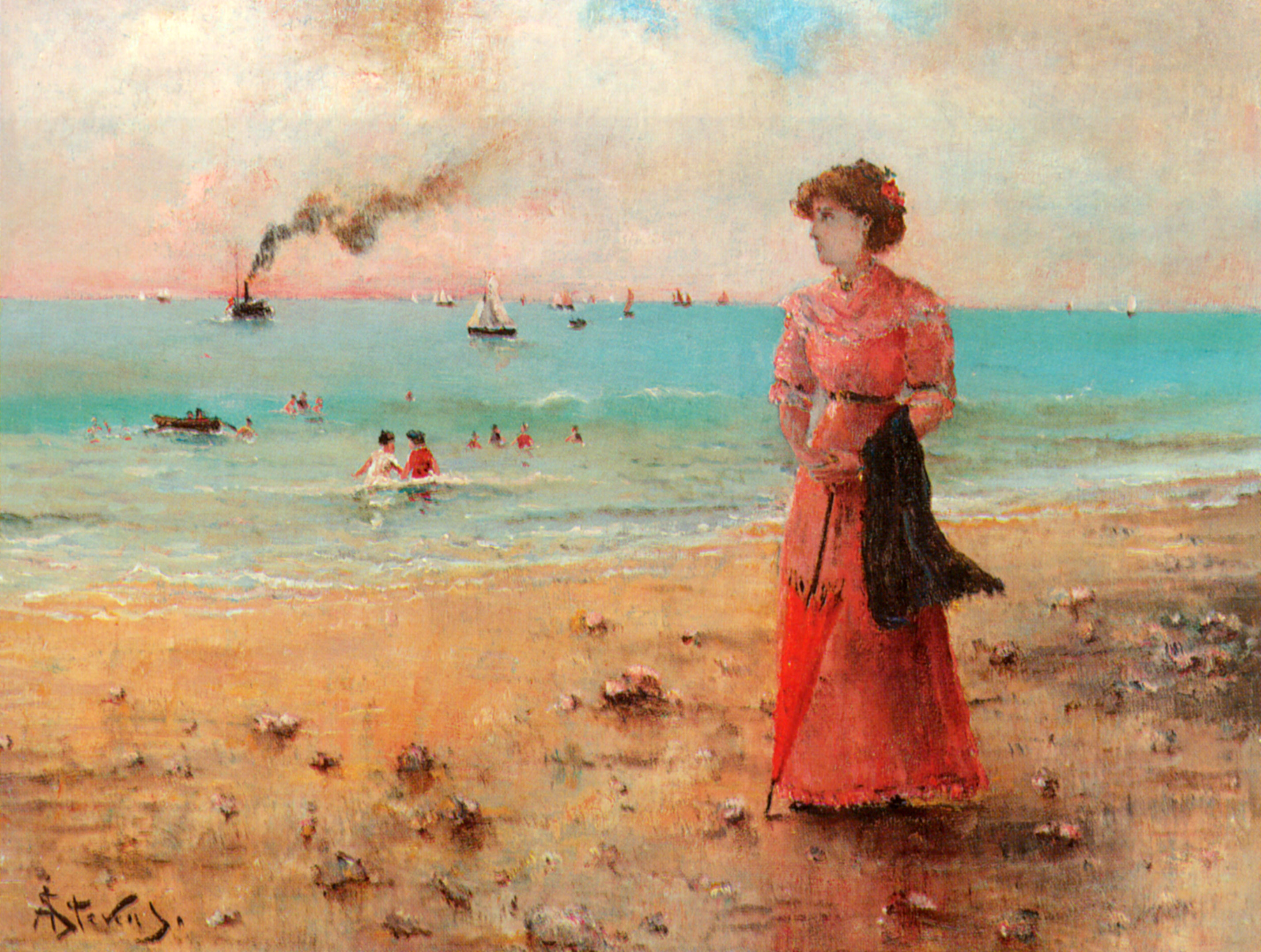
Giovane donna sulla riva del mare
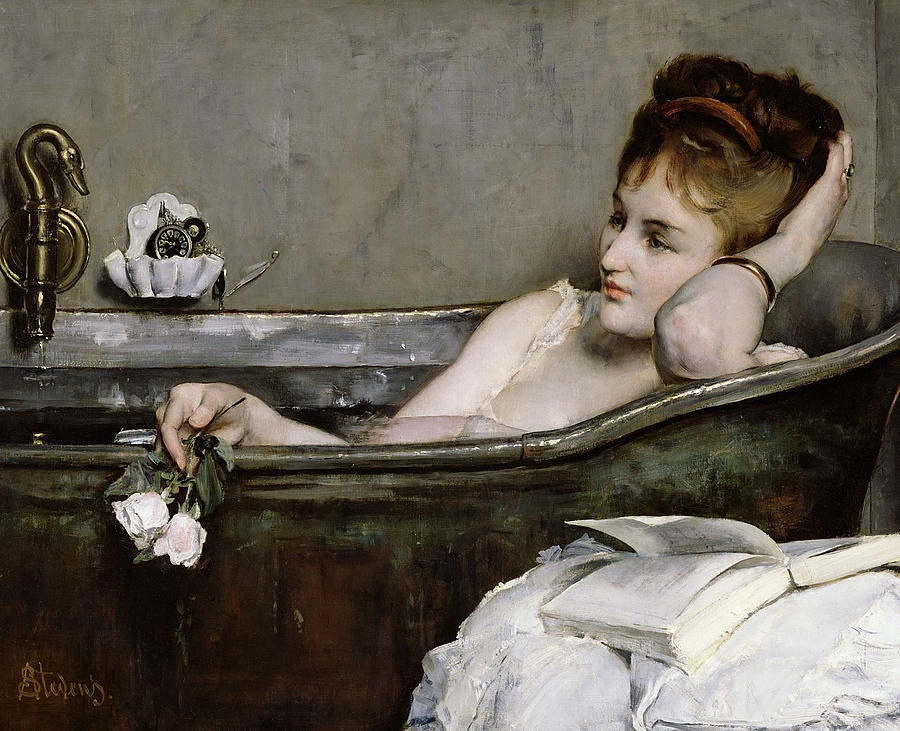
Il bagno